# Качині
Качині (Anatinae) — підродина водних птахів родини качкових (Anatidae).

## Класифікація
Систематика підродини досить суперечлива. Традиційно до підродини відносять види, що живляться рослинною їжею на поверхні води або пасучись, і лише зрідка пірнаючи. В основному це зграйні прісноводні або лиманні качки. Ці птахи є хорошими літунами, а північні види мігрують на великі відстані. У порівнянні з іншими видами качок, їхні ноги розташовані ближче до центру тіла. Вони добре ходять по суші, а деякі види живляться наземно.

### Роди
- Мандаринка (Aix) — 2 види;
- Бразильська чирянка (Amazonetta) — 1 вид;
- Качка (Anas) — 32 види;
- Білоголова качка (Asarcornis) — 1 вид;
- Мускусна качка (Cairina) — 1 вид;
- Болівійська чирянка (Callonetta) — 1 вид;
- †Chelychelynechen — 1 вид;
- †Chendytes — 1 вид;
- Гриваста качка (Chenonetta) — 2 види;
- Андійський крижень (Lophonetta) — 1 вид;
- Свищ (Mareca) — 5 видів;
- Чирянка-крихітка (Nettapus) — 3 види;
- †Ptaiochen — 1 вид;
- Екваторіальна качка (Pteronetta) — 1 вид;
- Рожевоголова качка (Rhodonessa) — 1 вид;
- Смугаста качка (Salvadorina) — 1 вид;
- Чирянка-квоктун (Sibirionetta) — 1 вид;
- Широконіска (Spatula) — 10 видів;
- Білошиїй крижень (Speculanas) — 1 вид;
- †Thambetochen — 2 види.